# Чау-чау (блюдо)
 Чау-чау  (англ. Chow-chow, также chowchow или chow chow) — квашенная или маринованная приправа (закуска) из овощей, характерная для кухни Юга США. Её можно есть отдельно или добавлять в блюда для придания им остроты и пикантности.

## История
Считается, что чау-чау зародился в кухне юга США из-за стремления использовать все имеющиеся продукты, каждый кусочек, в условиях дефицита еды.
Историк южной кухни Джон Эгертон утверждал, что происхождение консервированной смеси можно связать с ароматными соусами, которые привезли китайские железнодорожники в XIX веке.
Во многих ранних кулинарных книгах Юга чау-чау упоминается как «пиккалилли» и «индийский маринад», вероятно, потому, что эта южная приправа очень похожа на британскую приправу под названием пиккалилли, хотя пиккалилли обычно содержит больше горчицы и другие овощи.
По другой версии, название Chowchow произошло от франкоговорящих акадийцев Канады, которые поселились в Луизиане. Слово «chow», как предполагается, произошло от французского слова «chou» — капуста.
Американский рецепт чау-чау начала XX века состоял из огурцов, лука, цветной капусты и зелёного перца, оставленных на ночь в рассоле, прокипяченных в (яблочном) уксусе с цельными семенами горчицы и сельдерея, а затем измельченных в пасту с горчицей, мукой и куркумой. Как и большинство блюд, чау-чау со временем претерпело изменения. Роль чау-чау на тарелке приравнивается к роли квашеной капусты.

## Приготовление
Общепринятой версии блюда не существует, оно меняется в зависимости от региона и сезона.
Чау-чау, приготовленный в основном из измельчённых зелёных помидоров, лука, капусты и сезонного перца (хотя иногда добавляют морковь, цветную капусту, фасоль и горох), представляет собой маринованную приправу, которую едят отдельно или в качестве приправы к рыбным котлетам, картофельному пюре, бисквитам с подливкой, фасоли пинто, хот-догам, гамбургерам и другим блюдам. Чау-чау хорошо подходит к жирной и тяжёлой пище Юга.
Нарезанные овощи солят и оставляют на несколько часов или на ночь. Затем овощи томят в рассоле из уксуса, сахара и приправ, таких как семена горчицы, семена сельдерея, специи для маринования и хлопья красного перца. После чего их помещают в консервные банки.

## Региональные различия
Ингредиенты значительно различаются в зависимости от того, является ли это «северным» (в первую очередь пенсильванским) или «южным» вариантом, а также отдельным канадским, распространённым в Приморье, где он называется «chow». Первый готовится из комбинации овощей, в основном зелёных и красных помидоров, лука, моркови, фасоли разных видов, спаржи, цветной капусты и гороха. Последний вариант полностью или почти полностью состоит из зелёных томатов или капусты. Эти ингредиенты маринуются в консервной банке. После консервирования чау-чау подаётся холодным, часто как приправа или закуска.